# Les Petits Mouchoirs
Pour les articles homonymes, voir Little White Lies.
Série
Nous finirons ensemble
(2019)
Pour plus de détails, voir Fiche technique et Distribution.
Les Petits Mouchoirs est une comédie dramatique franco-belge écrite et réalisée par Guillaume Canet, sortie en 2010.

## Synopsis
Max Cantara, riche propriétaire d'un hôtel-restaurant, et sa femme Véronique invitent chaque année leurs amis dans leur maison au Cap Ferret pour célébrer l’anniversaire de leur copain Antoine et le début des vacances d'été. Mais cette année, avant qu'ils ne partent de Paris, leur ami Ludo est victime d'un grave accident de la route et se trouve entre la vie et la mort, à la suite d'une soirée arrosée au Baron. Malgré cet événement, le groupe d'amis décide de partir en vacances. Leurs relations, leurs convictions et leur sens de la culpabilité vont être mis à l’épreuve.
Véronique, la femme de Max, part en vacances avec plaisir, mais son mari lui gâche la vie.
Marie revient d'un séjour à l'étranger pour une ONG et s'apprête à repartir bientôt. Elle reste proche de Ludo, avec qui elle a vécu une relation, mais multiplie les aventures. On apprend plus tard qu'elle est enceinte.
Éric est un acteur participant à de petits projets cinématographiques, surtout des épisodes de séries. Pendant les vacances, il se fait quitter par sa petite amie, Léa. Il tente de faire bonne figure devant ses amis, mais les autres ne sont pas dupes.
Antoine est un grand égoïste vaniteux, obsédé par son ex-petite amie, Juliette. Il fatigue le reste du groupe en leur détaillant les SMS de Juliette et finit par convaincre Éric de monter à Paris pour la voir. Il ne pense pas à Ludo, obnubilé par ses propres désirs.
Vincent est kinésithérapeute, il soigne Max et lui avoue être troublé par ses sentiments envers lui, bien qu'il ne reconnaisse pas être homosexuel, il se dit amoureux, ce qui met Max en fureur. Isabelle, sa femme, sent que son mari ne la désire plus et les vacances lui semblent être l'occasion de se rapprocher de lui.
Jean-Louis est ostréiculteur dans le bassin d'Arcachon. Chaque année il voit arriver cette bande de copains et les reçoit en toute simplicité dans son cabanon de bord de mer. Il se rend compte de l'hypocrisie qui règne dans le groupe. Face à cet étalage général d'égoïsme, il refuse un cadeau de Max, se sentant blessé et reprochant à Max de tout faire pour écraser son entourage. Le réalisateur met par ailleurs en exergue ses difficultés, et sa prise de conscience de la dureté de cette vie.
Ludo meurt pendant leur séjour. Ils se retrouvent tous au cimetière où un semblant de fraternité semble les réunir.

## Fiche technique
Sauf indication contraire, les informations mentionnées dans cette section peuvent être confirmées par la base de données cinématographiques IMDb,  présente dans la section « Liens externes ».
- Titre original : Les Petits Mouchoirs
- Réalisation et scénario : Guillaume Canet
- Musique : n/a
- Direction artistique : Stanislas Reydellet
- Décors : Philippe Chiffre
- Costumes : Carine Sarfati
- Photographie : Christophe Offenstein
- Son : Pierre Gamet, Jean Goudier, Jean-Paul Hurier, Marc Doisne
- Montage : Hervé de Luze
- Production : Alain Attal
  - Production exécutive : Hugo Sélignac
  - Production associée : Gaëtan David et André Logie
- Sociétés de production[1] :
  - France : Trésor Films, en coproduction avec EuropaCorp, Caneo Films et M6 Films, avec la participation de Canal+, CinéCinéma, M6 et W9, en association avec Cofinova 6 et la Compagnie Cinématographique Européenne
  - Belgique : en association avec Panache Productions
- Sociétés de distribution[2] : EuropaCorp Distribution (France) ; Cinéart (Belgique) ; Equinoxe Films (Québec) ; Agora Films Suisse (Suisse romande)
- Budget : 15 268 310 €[3]
- Pays de production :  France,  Belgique
- Langue originale : français
- Format[4] : couleur - 35 mm / D-Cinema - 2,35:1 (Cinémascope) - son DTS | Dolby Digital | SDDS
- Genre : comédie dramatique
- Durée : 154 minutes
- Dates de sortie[5] :
  - France, Belgique, Suisse romande : 20 octobre 2010[6],[7]
  - Québec : 15 avril 2011[8]
- Classification[9] :
  - France : tous publics[10]
  - Belgique : tous publics (Alle Leeftijden)[6]
  - Suisse romande : interdit aux moins de 14 ans[11]
  - Canada : tous publics (G - General)[8]

## Distribution
- François Cluzet : Max Cantara, l'époux de Véronique
- Marion Cotillard : Marie
- Benoît Magimel : Vincent, l'époux d'Isabelle
- Gilles Lellouche : Éric, le compagnon de Léa
- Valérie Bonneton : Véronique, l'épouse de Max
- Pascale Arbillot : Isabelle, l'épouse de Vincent
- Laurent Lafitte : Antoine, le compagnon de Juliette
- Joël Dupuch : Jean-Louis
- Louise Monot : Léa, la compagne d'Éric
- Anne Marivin : Juliette, la compagne d'Antoine
- Jean Dujardin : Ludo
- Hocine Mérabet : Nassim
- Maxim Nucci : Franck, l'amant chanteur guitariste de Marie
- Matthieu Chedid : Un amant de Marie
- Marc Mairé : Arthur Cantara, le fils de Max et Véronique
- Jeanne Dupuch : Jeanne Cantara, la fille de Max et Véronique
- Sara Martins : La copine lesbienne de Marie
- Néo Broca : Elliot, le fils de Vincent et Isabelle
- Édouard Montoute : L'ami de Ludo au Baron
- Pierre-Benoist Varoclier : le serveur
- Paula Garcia : La nounou
- Timothée Brakel : Le clochard
- Niseema Theillaud : Sabine, la mère de Ludo
- Jean-Claude Cotillard : Le client de Max
- Nikita Lespinasse : Virginie
- Patrice Renson : Le futur mari de Juliette

## Production
Après Mon idole et Ne le dis à personne, Les Petits Mouchoirs est le troisième long-métrage de Guillaume Canet. Les acteurs principaux de ce film sont notamment l'entourage d'amis proches du réalisateur. Le film a été tourné à Paris et au Cap Ferret pendant l'été 2009.
Les scènes du film ont été visiblement tournées sur les plages du Cap Ferret, commune de Lège-Cap-Ferret en Gironde et à Paris, dont l'intérieur et la sortie du Baron dans le 8e arrondissement, au pont de l'Alma et à la place de la Résistance dans le 7e arrondissement, ainsi qu'à l'intérieur du Mécano Bar dans le 11e arrondissement. Les scènes dans l'hôpital ont été tournées au service orthopédie de l'hôpital Saint-Antoine, dans le 12e arrondissement.

## Bande originale
- Bonnie Tyler : Holding Out for a Hero
- Jet : Are You Gonna Be My Girl (en)
- The Isley Brothers : This Old Heart of Mine
- Creedence Clearwater Revival : Fortunate Son
- The Band : The Weight
- Damien Rice : Cold Water
- Yodelice : Talk to Me
- Gladys Knight and the Pips : If I Were Your Woman (en)
- David Bowie : Moonage Daydream
- The McCoys : Hang on Sloopy
- Guillaume Canet : To Be True
- Eels : That Look You Give That Guy
- Antony and the Johnsons : Fistful of Love
- Janis Joplin : Kozmic Blues (en)
- Sixto Rodriguez : Crucify Your Mind
- Iggy Pop : Lust for Life
- Ben Harper : Amen Omen
- Nina Simone : My Way
- Band of Horses : The Funeral (en)

## Accueil

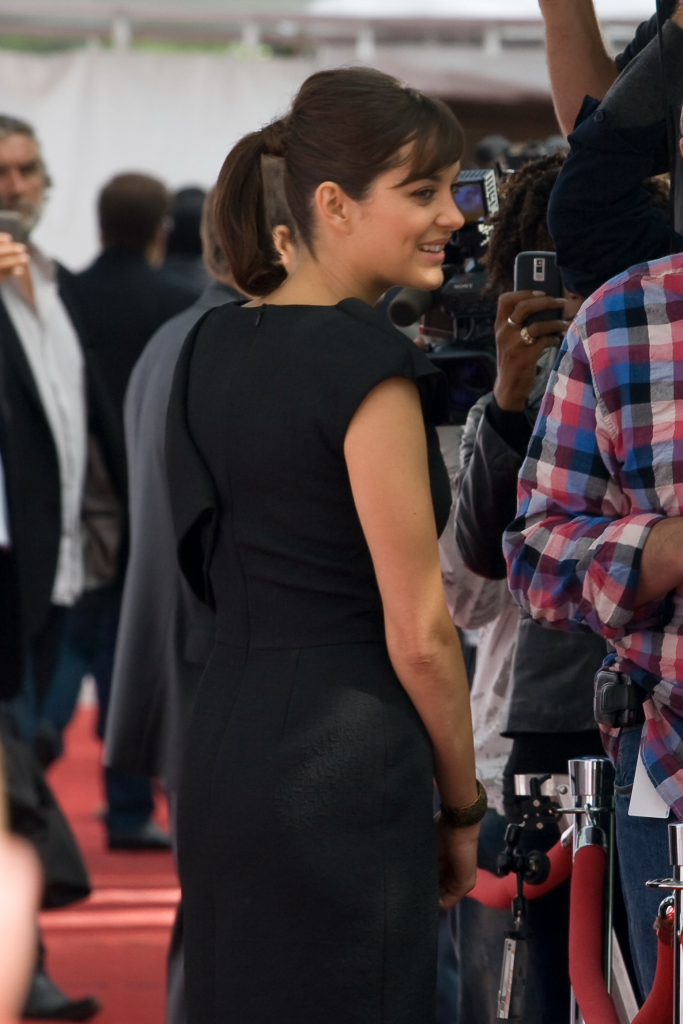
L'actrice Marion Cotillard pour la présentation du film au festival international du film de Toronto 2010.

### Accueil critique
La critique française a été très partagée au sujet du film.

Parmi les avis positifs, Le Figaro parle du film le plus personnel de Canet, dans lequel se retrouve l'influence de Claude Sautet. Pour le journal, le spectateur en sortira « tout drôle, tout renversé ». Première précise que Canet ajoute pour la première fois de l'humour à son cinéma de styliste. Le magazine parle d'un film émouvant, cohérent et fluide : 

« Loin de céder à la tentation de l’éparpillement, le scénario plonge dans les abysses d’un sujet fort, l’amitié, dont il explore les ambiguïtés avec une précision de télépathe, une lucidité cruelle et une intuition de médium générationnel. »

 Le magazine Elle vante les mérites de cette comédie chorale portée par un casting 5 étoiles, qui « soulève des questions universelles dans lesquelles on peut tous se retrouver dans un effet miroir ». Le Parisien appuie sur le bonheur contagieux qui se dégage des images, qui fait la part belle à des « scènes chaleureuses, complices, voire franchement poilantes ». Mais le journal se montre beaucoup plus réservé sur la dimension lacrymale du film :

« Il manque encore [à Guillaume Canet] la subtilité et l’élégance d’un Jean-Loup Dabadie, sans parler de la cruauté et de la maîtrise d’un Claude Sautet. Bâti autour d’un drame dont on voit venir le dénouement de loin, Les Petits Mouchoirs s’acharne trop à nous les faire sortir, les mouchoirs, en inondant l’écran de larmes et de musique. Au cas où on n’aurait pas compris quand il faut s’émouvoir? »

Beaucoup de journaux (Le Parisien, Libération, Le Monde, Télérama, Les Cahiers du cinéma, Chronicart) égratignent la durée du film, jugée trop longue. Libération y voit un remake des Copains d'abord ou une suite du Cœur des hommes, passé à la moulinette de Plus belle la vie, soutenu par une philosophie assez primaire (une « forme naïve de gentillesse ») et reposant sur des gags jugés peu drôles ». Comme Libération, Aurélien Ferenczi de Télérama compare le film de Canet à celui de Marc Esposito pour marquer la distance qui les sépare tous deux du cinéma de Claude Sautet, leur horizon cinématographique. Le Monde remarque que le réalisateur « tire le meilleur parti de sa distribution » mais qu'il est difficile d'éprouver beaucoup de sympathie pour les personnages :

« En revoyant Vincent, François, Paul et les autres, sorti en 1974, l'année de l'élection de Valéry Giscard d'Estaing, on retrouve - en filigrane - un moment de l'histoire, l'instant où une génération, celle de la Libération, doit passer la main. Dans ce film, Piccoli, Montand, Reggiani avaient la chance d'être tour à tour médiocres et grands. Ici, il ne reste que la médiocrité, dont on ne sait si elle est le produit naturel de l'existence ou le résultat de la trahison d'idéaux oubliés (et en tout cas jamais mentionnés). »

 Le journal regrette le recours au mélodrame et une fin laborieuse. Télérama, qui avoue ne pas croire beaucoup au talent de Canet en tant que réalisateur, parle d'un film « aussi vide qu'est grande sa prétention à faire date ». L'hebdomadaire reproche au film son traitement des personnages :

« Ont-ils le droit d'être aussi antipathiques, lourdement caricaturés, et désespérément incultes ? On sait que non. On a rarement vu, dans un film aussi long, des personnages évoluer si peu : dessinés à gros traits, ils ne bougent pas d'un iota, à l'image de François Cluzet répétant ad nauseam ses mimiques de psychorigide friqué. Ne faire qu'une fois une scène quand on peut la reproduire trois ou quatre fois, ce serait gâcher une idée… »

Pour Les Cahiers du cinéma, le film souffre de devoir valider le statut de Canet comme chef de file d'un nouveau jeune cinéma français :

« la vacuité et la modestie d'au moins 80 % de ces Petits mouchoirs […] ne sont pas déplaisantes malgré la lourdeur sociologique et l'horizon boulevardier (mention au personnage de Magimel qui se découvre homo) mais les choses se corsent sérieusement dès que Canet tente de jouer de son statut fabriqué de toutes pièces, notamment lorsqu'il bascule dans une tentative de mélodrame funèbre à la naïveté mortifiante. »

 Et le film de faire le grand écart entre une forme de cinéma traditionnel et un style beaucoup plus branché. Le Nouvel Observateur évoque un film œcuménique taillé pour faire des entrées, malgré la lourdeur de traits et un traitement quasi-misogyne[Quoi ?] :

« Ceux […] qui attendent un peu plus que des frictions d’adolescents attardés, l’exploitation d’un pathos pas possible et l’exaltation d’une morale étriquée dont Canet n’est sans doute même pas conscient (l’homosexualité, ça va pas, non ?) peuvent les préparer, leurs mouchoirs. »

Les Inrockuptibles voit dans le film « une certaine idée de l'enfer ». Pour l'hebdomadaire, le film sombre « dans la beauferie, la grossièreté et la misogynie », usant d'un tableau sociologique dans l'air du temps.

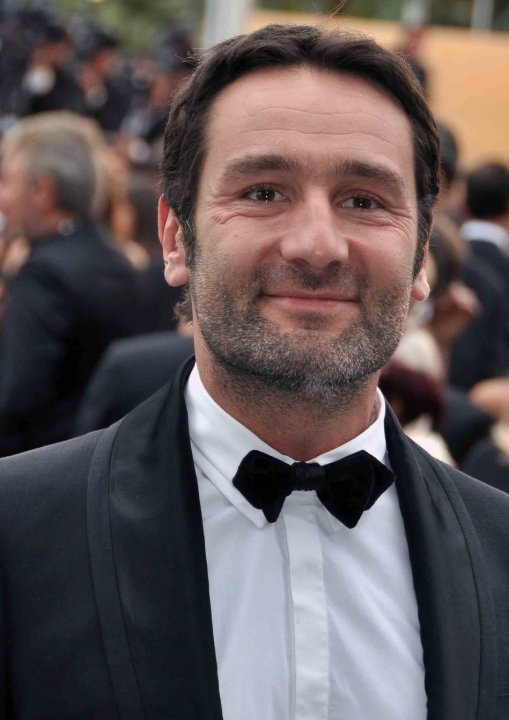
L'acteur Gilles Lellouche au festival de Cannes 2010, nommé au César du meilleur second rôle masculin.

Reste un récit faisant la part belle aux cabotins :

« S’en tirent ceux qui jouent dans leur catégorie. Par exemple, Cluzet et Bonneton, vrais acteurs comiques, font ça très bien. Cotillard, recordwoman incontestée de la pleurnicherie, réussit un nouvel exploit en ajoutant aux traditionnelles larmes le petit geste qui n’appartient qu’aux grands champions : la dégoulinure du nez. Et Magimel, en homo refoulé bondissant du placard, est très mauvais pour la première fois de sa carrière. »

Tout aussi sévère, le site culturel Chronicart évoque un film jamais surprenant, plombé par son positionnement générationnel et sa forme chorale, semblable à tant d'autres films français :

« Même morale générale qui consiste à faire du groupe une instance purement répressive, lavant de son grand mouchoir les petits particularismes de chacun pour les ramener dans le giron impératif de sa norme (qui grosse modo est celle de la famille : d'une manière ou d'une autre, les queutards, les fêtards, les célibataires de tout poil finissent tous punis, dressés). Même partouze de grands acteurs populaires ramenés à l'expression la plus caricaturale de ce qu'ils ont déjà fait ailleurs (Cluzet en quinqua au bord de la crise de nerf, Lellouche en gros beauf qui cache un cœur gros comme ça, etc). Seulement l'arrogance avec laquelle le film clame son génie lui confère un statut un peu différent du pur « Esposito-film ». Surtout, il est dans l'ensemble ce qu'on a vu de plus beauf, de plus rance surtout, depuis longtemps. »

Dans une interview à la radio à l'occasion de la sortie de son nouveau film, Blood Ties (2013), Guillaume Canet a confessé « ne plus être en phase » avec Les Petits Mouchoirs. Il dit « rejeter une part noire » du film et reconnaît ne pas avoir pris de réel plaisir durant le tournage.

### Autres critiques
Le film a été pointé du doigt pour sa promotion clandestine du tabac,,. En effet, comme les critiques le signalent, la cigarette, presque omniprésente dans le film, est présentée comme un accessoire sinon indispensable, au moins inévitable de la vie sociale et conviviale, en dépit de la loi Évin.

### Box-office
Cette comédie dramatique est devenue l'un des plus grands succès du cinéma en France pour l'année 2010, derrière Harry Potter et les Reliques de la Mort.
| Film                 | France            | Mondial      |
| -------------------- | ----------------- | ------------ |
| Les Petits Mouchoirs | 5 457 251 entrées | 53 319 615 $ |

## Distinctions
Entre 2011 et 2012, Les Petits Mouchoirs a été sélectionné 7 fois dans diverses catégories et a remporté 2 récompenses,.

### Récompenses
- Trophées du Film français 2011 : Trophée du film français.
- Grands Prix de la vidéo et de la VOD 2012 : Prix du Public de la Vidéo à la Demande sur la TV d'Orange pour Guillaume Canet.

### Nominations
- César 2011 :
  - Meilleur acteur dans un second rôle pour Gilles Lellouche,
  - Meilleure actrice dans un second rôle pour Valérie Bonneton.
- Globes de cristal 2011 : Meilleur acteur pour François Cluzet.
- Prix du cinéma européen 2011 : prix du public du cinéma européen pour Guillaume Canet.

### Sélections
- Festival du Film COLCOA 2011 : Compétition Cinéma pour Guillaume Canet.

## Suite
- Nous finirons ensemble (2019) de Guillaume Canet.